# Монография
Моногра́фия (от греч. μόνος — «один, единый» и γράφειν — «писать») — научный труд в виде книги с углублённым изучением одной темы или нескольких тесно связанных между собой тем. Исследовательские монографии обычно являются рецензируемыми.

## Общие сведения
Монография относится к жанрам научной прозы. В монографии обобщается и анализируется литература по исследуемым темам, и выдвигаются, как правило, новые гипотезы, теории, концепции, способствующие развитию науки. Монография обычно сопровождается обширными библиографическими списками, примечаниями и т. д. Иногда можно встретить неправильную интерпретацию слова «монография» — «пишет один человек», хотя её создателями могут быть как один автор, так и целый коллектив, а само слово означает специфику рассматриваемой в ней проблематики, её относительно узкую направленность; «единство написания», но не писателя.

## Определение понятия
Согласно Государственному стандарту по издательскому делу (ГОСТ 7.60—2003, п. 3.2.4.3.1.1) монографией является «научное или научно-популярное издание, содержащее полное и всестороннее исследование одной проблемы или темы и принадлежащее одному или нескольким авторам». Объём монографии не может регулироваться, так как она представляет собой результат научного творчества.
Среди учёных принято любую достаточно длительную работу по исследованию какой-то определённой темы завершать публикацией соответствующей монографии, которая обычно содержит детальное описание методики исследования, изложение результатов проведённой работы, а также их интерпретацию.
Перед изданием монографии результаты научной работы публикуются в сборниках научных конференций.
При защите учёной степени монография может быть представлена в качестве диссертации.
В библиотечной науке термин «монография» обозначает любую несерийную публикацию, состоящую из одного или нескольких томов (ограниченного их количества). Именно это отличает её от серийных публикаций, таких как газеты или журналы.
Президент Американской исторической ассоциации Джеймс Свит отмечал в 2022 году, что около 150 лет как монография является "золотым стандартом для исследований в исторической дисциплине".